# Pedro de Castro y Quiñones
Pedro Vaca de Castro y Quiñones (Roa, 14 de mayo de 1534-Sevilla, 20 de diciembre de 1623) fue un jurista y eclesiástico español, oidor de la Real Audiencia de Valladolid, de la de Granada, presidente de ambas, arzobispo de Granada desde 1589 y de Sevilla desde 1610 hasta su muerte y fundador de la Abadía del Sacromonte en Granada.

## Biografía

### Familia y formación
Hijo de Cristóbal Vaca de Castro, caballero de Santiago, comendador de Palomares, corregidor de Roa, y gobernador del Perú en 1542-1544 y de Magdalena de Quiñones y Osorio de la casa de los condes de Luna y Benavente y de los marqueses de Astorga, fue el tercero de ocho hermanos, tres hombres y cinco mujeres.
Cuando tenía dos años de edad su familia se trasladó a Valladolid, y allí aprendió las primeras letras y gramática latina y se inició su formación espiritual que, por encargo de su madre, estuvo a cargo del jesuita Pedro Fabro.
Con doce años continuó su formación en la Universidad de Salamanca, donde a pesar de su interés por el estudio de la Teología, se licenció en leyes y cánones en 1556.

### Primeros cargos
Ya en el año 1547, sin haber terminado los estudios ni haber recibido órdenes sagradas le fue concedida una capellanía en el monasterio de San Agustín de Mansilla de las Mulas.
En 1556 pasó a la Corte para defender a su padre, preso más de diez años en un proceso que se le seguía acusado de enriquecimiento ilícito, consiguiendo su declaración de libre de cargos y su restitución en el Consejo Real.
En 1558, estando todavía en la Corte le fueron concedidos por el papa Paulo IV el beneficio de Vezdemarbán y tres más que sumaban cuantiosas rentas y en 1560 fue nombrado arcediano de Saldaña.

### Presbítero
En 1561 fue ordenado presbítero, obtuvo la licenciatura en Cánones y Leyes en la Universidad de Salamanca y tomó posesión del arcedianato que le habían concedido el año anterior.

### Arzobispo

#### Granada
En 1589, fue nombrado arzobispo de Granada en un contexto marcado por la rebelión de las Alpujarras y la expulsión de los moriscos. Lideró una amplia reforma en la organización eclesiástica, promoviendo la formación del clero mediante la creación del Colegio de San Dionisio. Impulsó la mejora de las iglesias locales y consideró el descubrimiento de las reliquias del Sacromonte como un signo providencial. Su pontificado estuvo marcado por la influencia del obispo Carlos Borromeo. Este evento consolidó su legado con la fundación de la Abadía del Sacromonte. En 1600, organizó un Concilio Provincial que calificó las reliquias como auténticas y dignas de culto. También protestó contra la expulsión de los moriscos desde su sede hispalense, creyendo firmemente en la capacidad misional que conduciría a la conversión de los infieles.

###### Fundador del Sacromonte
Una de las grandes obras de Pedro Vaca de Castro fue la fundación de la Abadía del Sacromonte en Granada. Esta fundación se hizo para albergar las reliquias de los primeros mártires cristianos de la ciudad, entre ellos San Cecilio, y para celebrar la memoria de la historia cristiana de Granada. En 1606, ordenó la construcción de un monasterio en la colina del Sacromonte, que se convirtió en un centro de culto y de peregrinación. La abadía albergaba además un importante archivo de documentos relacionados con la historia y la religión de la ciudad.

#### Sevilla
En 1610, fue nombrado arzobispo de Sevilla, donde continuó su labor pastoral. Durante este tiempo, realizó dos viajes a Granada en 1618 y 1620 para inspeccionar las obras del Sacromonte y atender al arzobispo Felipe de Tassis y Acuña en su lecho de muerte. 

#### Defensa de la Inmaculada Concepción
Durante su tiempo como arzobispo de Granada y, posteriormente, de Sevilla, Pedro de Castro destacó como un firme defensor de la doctrina de la Inmaculada Concepción. En Granada, su apoyo a esta devoción se consolidó a través de los célebres descubrimientos en el Sacro Monte, aunque algunos de estos hallazgos fueron condenados más tarde por Roma. Este fervor por la Inmaculada perduró y se fortaleció durante su pontificado en Sevilla, donde promovió activamente el movimiento inmaculista, lo que llevó a la ciudad a emitir un voto público en 1617 en defensa de este misterio. Además, en 1615, Pedro de Castro escribió al rey Felipe III solicitando el apoyo de la Corona para la defensa de la Inmaculada, argumentando que su devoción había ganado popularidad tras años de adoctrinamiento en la población. Este fervor contribuyó a consolidar a Granada y Sevilla como dos de los centros más importantes del movimiento inmaculista en España.

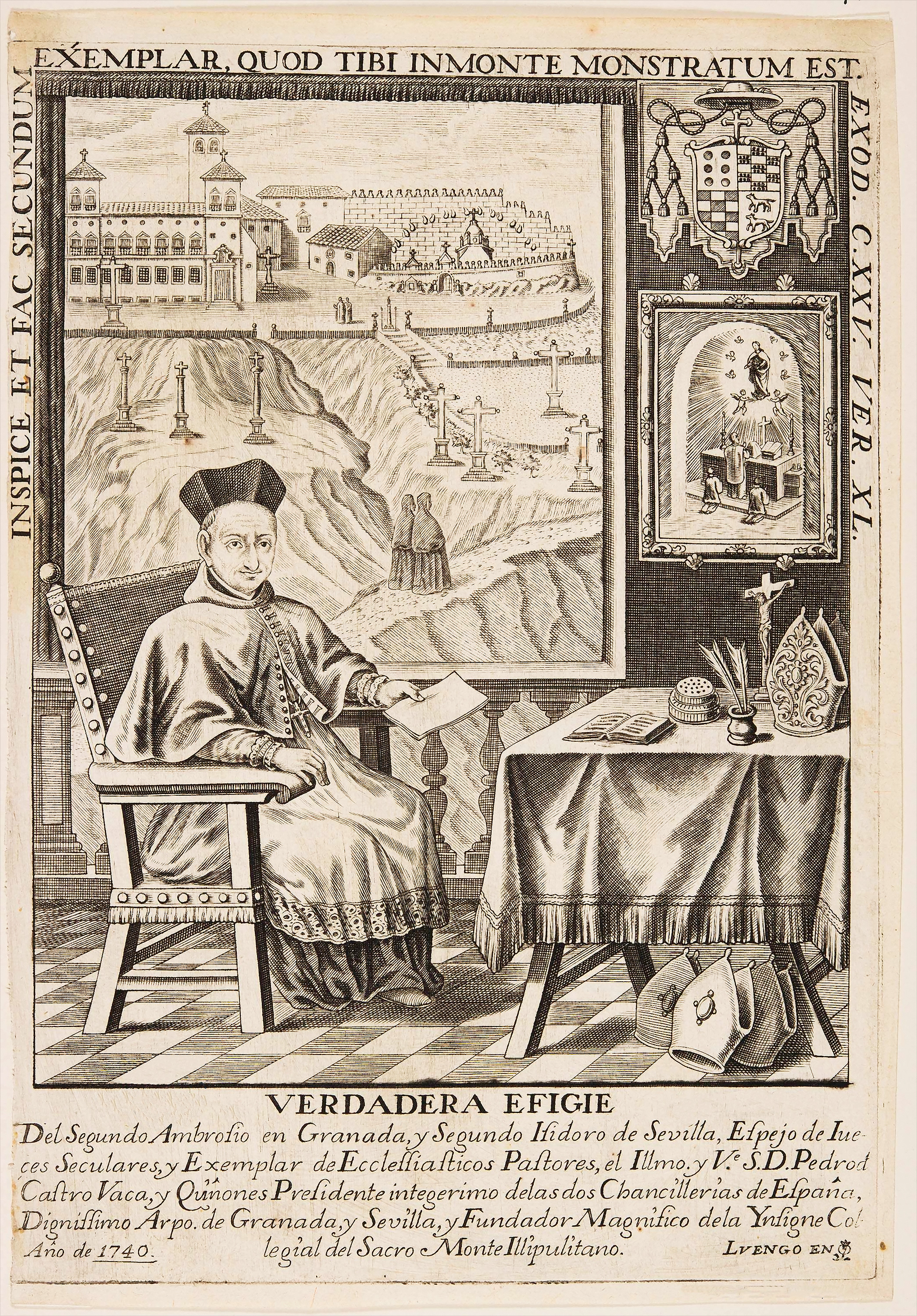
Pedro de Castro Vaca y Quiñones, grabado calcográfico firmado por Juan Ruiz Luengo en Granada, 1740, ilustración de Mystico ramillete, historico, chronologyco, panegyrico, texido de las tres fragrantes flores del nobilissimo antiguo origen, exemplarissima vida, y meritissima fama posthuma del ... Sr. Don Pedro de Castro Vaca y Quiñones de Diego Nicolás de Heredia Barnuevo, Granada, 1741.

## Final
Falleció en Sevilla el 20 de diciembre de 1623, tras haber renunciado al arzobispado nueve días antes. Sus restos fueron depositados en la capilla de la Virgen de la Antigua de la catedral hispalense, hasta que fueron trasladados en 1626 a la Abadía del Sacromonte, que ya albergaba un mausoleo que había mandado edificar para sí y sus familiares, cuyos restos se habían trasladado en octubre de 1613. 